# Biblioteka Babel
Biblioteka Babel (hiszp. La biblioteca de Babel) – opowiadanie argentyńskiego pisarza Jorge Luisa Borgesa z 1941 r., opisujące wszechświat jako ogromną bibliotekę.
Utwór wydano pierwotnie jako część zbioru opowiadań Borgesa Ogród o rozwidlających się ścieżkach (El jardín de senderos que se bifurcan) z 1941 r. Po polsku po raz pierwszy wydano je na łamach „Przekroju” w 1957 r. (tłumaczenie anonima pod tytułem Biblioteka), a w formie książkowej – w 1972 r. tomie Fikcje (tłumaczenie Andrzeja Sobol-Jurczykowskiego).

## Tytuł
Biblioteka Babel jest nawiązaniem do motywu biblijnej wieży Babel, której budowa zakończyła się – według Księgi Rodzaju – pomieszaniem ludzkich języków.

## Fabuła
Narrator opowiadania opisuje zamieszkany przez niego wszechświat jako ogromną przestrzeń, składającą się z sąsiadujących ze sobą pokoi na planie sześciokąta. W każdym pokoju znajdują się półki, zawierające książki. Każda z tych książek ma 410 ustandaryzowanych stron, wypełnionych wszystkimi możliwymi kombinacjami 25 znaków (22 litery, przecinek, kropka i spacja). Tomy tworzą bibliotekę, gdzie nie istnieją dwie identyczne książki i gdzie można znaleźć
wszystko, co tylko można wyrazić i to we wszystkich możliwych językach. Wszystko: dokładną historię przyszłości, autobiografię archaniołów, prawdziwy katalog Biblioteki, tysiące i tysiące katalogów fałszywych, dowód fałszywości tych katalogów, dowód fałszywości prawdziwego katalogu, ewangelię gnostyczną Bazylidesa, komentarz tej ewangelii, prawdziwą opowieść o twojej śmierci, przekłady wszystkich książek na wszystkie języki, interpelację każdej książki we wszystkie inne.
Ogrom informacji, z których duża część jest bełkotem, skłania wiele postaci opisanych w opowiadaniu do mniej lub bardziej racjonalnych zachowań, takich jak poszukiwanie Usprawiedliwień (tomów opisujących przyszłe losy poszczególnych ludzi), Szkarłatnego Sześcioboku (książek małego formatu, ilustrowanych, magicznych i wszechpotężnych) czy Człowieka Książki (bibliotekarza, którzy przeczytał księgę zawierającą wyciąg z wszystkich innych książek i stał się podobny bogu).

## Tematyka
Historia nawiązuje do motywu biblioteki totalnej, poruszonego wcześniej przez Borgesa w jego eseju z 1939 r. La Biblioteca Total. Pisarz opisuje tam wizję księgozbioru, powstającego przez losową kombinację znaków pisarskich i zawierającego sumę ludzkiej wiedzy, tonącego jednak w oceanie pozbawionych znaczenia kakofonii. W kontekście powstania takiego zbioru drogą losową przywołane zostaje twierdzenie o nieskończonej liczbie małp.
Opowiadanie nawiązuje także do obecnej w twórczości Borgesa figury labiryntu. Mieszkańcy biblioteki są w niej uwięzieni, daremnie poszukując zarówno wyjścia, jak i zrozumienia jego znaczenia.
Borges wskazał, że bezpośrednią inspiracją do napisania Biblioteki Babel było opowiadanie niemieckiego pisarza Kurda Lasswitza z 1901 r. pt. Die Universalbibliothek (ze zbioru Traumkristalle).

## Nawiązania
- William Goldbloom Bloch oszacował możliwą liczbę książek w bibliotece Babel na 251 312 000 egzemplarzy[6].
- w powieści Umberto Eco Imię róży biblioteka opactwa, gdzie zatrzymują się główni bohaterowie, jest składającym się z ośmiokątnych pokoi labiryntem, którego strzeże niewidomy mnich, Jorge z Burgos[7];
- w powieści Grega Beara City at the End of Time pojawia się wizja nieskończonej biblioteki o nazwie Babel[8];
- w filmie Interstellar Christophera Nolana znajduje się scena przedstawiająca wnętrze czarnej dziury, przedstawionej w sposób przypominający bibliotekę Babel[9][10][11];
- amerykański pisarz Jonathan Basile stworzył w 2015 r. stronę internetową The Library of Babel[12], zawierającą 104677 cyfrowych tomów, wygenerowanych z przypadkowych kombinacji liter, cyfr i znaków[13].